# Whitechapel

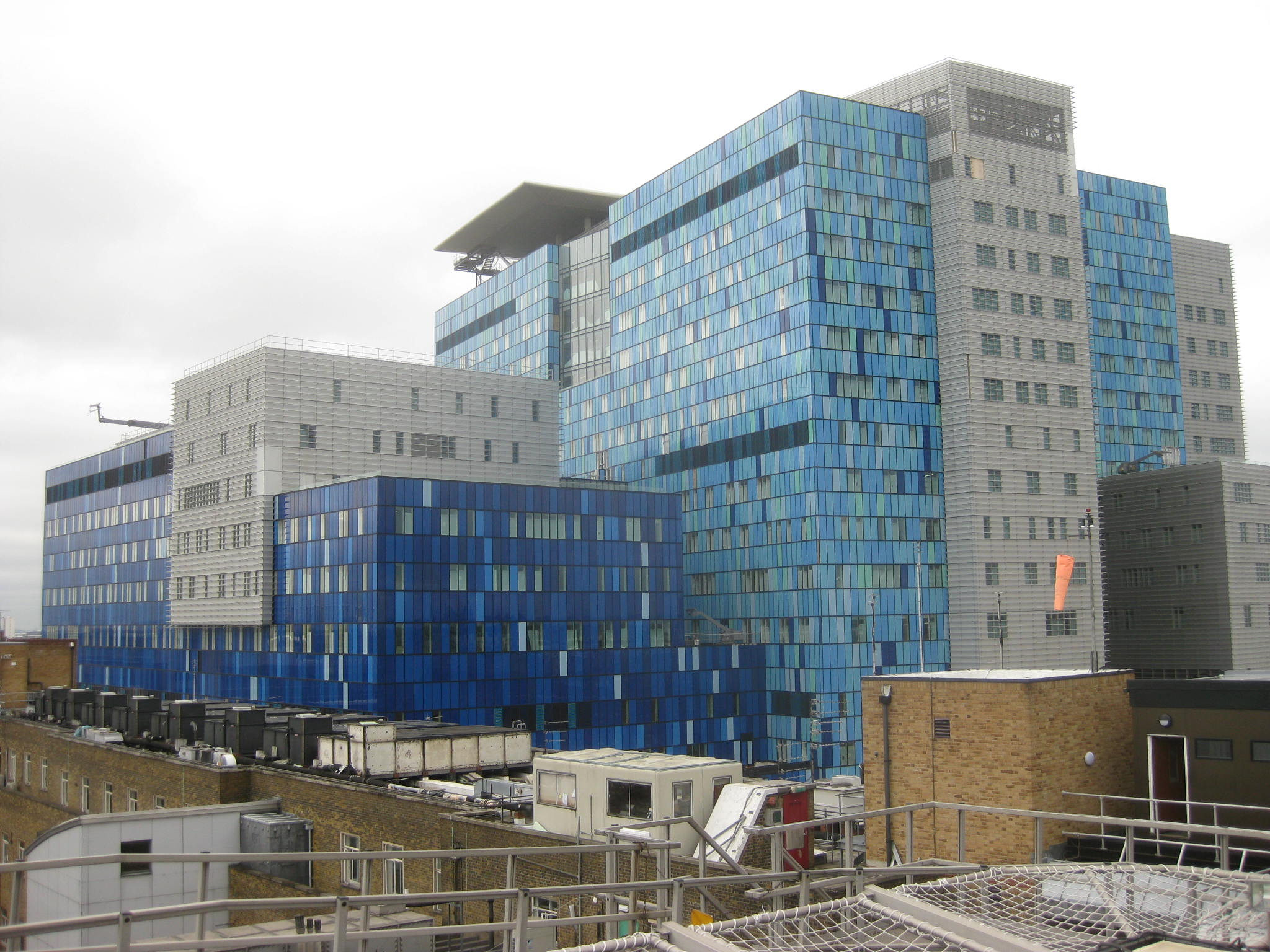
O Royal London Hospital, localizado em Whitechapel.

Whitechapel é um distrito em Londres, Inglaterra. É dentro do centro e leste de Londres e na East End. Ele está localizado no bairro londrino de Tower Hamlets e fica a 5,5 km a leste de Charing Cross e aproximadamente delimitado pela Rua Mansell a oeste, a East London Line e a Buxton Street ao norte, Cambridge Heath Road e Sidney Street. o leste e a estrada ao sul. Porque a área é próxima a Docklands e a leste da Cidade de Londres, tem sido um local popular para os imigrantes e a classe trabalhadora. A área era o centro da comunidade judaica de Londres no século XIX e início do século XX, e a localização dos infames assasinatos em Whitechapel de Jack, o Estripador, no final da década de 1880. Na segunda metade do século XX, Whitechapel se tornou um importante assentamento para a comunidade britânica de Bangladesh e hoje Brick Lane é um enclave étnico conhecido como Banglatown. É famosa por suas muitas casas de curry.

## Governança

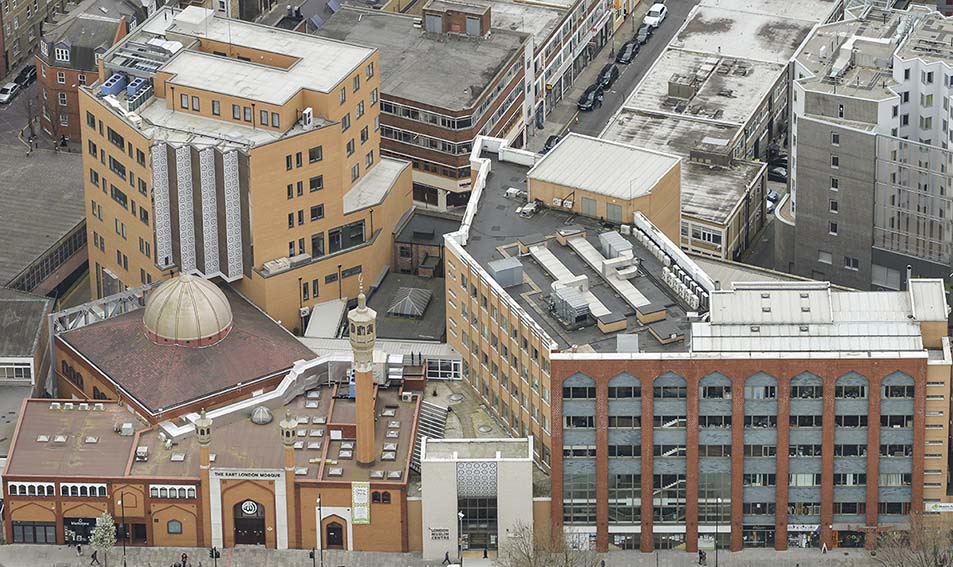
East London Mosque

As instalações do conselho local serão agrupadas dentro do antigo edifício do Royal London Hospital como um centro cívico. A biblioteca local, agora chamada de Idea Store, está localizada na Whitechapel Road.
1. ↑  «Discover Tower Hamlets - Area guides - Spitalfields and Banglatown». web.archive.org (em inglês). 17 de novembro de 2007. Consultado em 1 de fevereiro de 2019